# Pseudoryctes storeyi
Pseudoryctes storeyi är en skalbaggsart som beskrevs av Phillip B. Carne 1980. Pseudoryctes storeyi ingår i släktet Pseudoryctes och familjen Dynastidae. Inga underarter finns listade i Catalogue of Life.